# Przysłop (Magura Spiska)
Przysłop (słow. Príslop, 1214 m) – znajdujący się na Słowacji szczyt Magury Spiskiej, położony w południowo-wschodnim grzbiecie  Rzepiska, który poprzez Zdziarską Przełęcz (1081 m) łączy Magurę Spiską z Tatrami (z Długim Wierchem zwanym też Wierchem Średnica, 1129 m). Przysłop jest też zwornikiem; w kierunku południowo-wschodnim odchodzi od niego boczny grzbiet Zdziarskich Brzegów, który poprzez przełęcz Średnica łączy się z Ptasiowskimi Turniami. W kierunku południowym (niżej zakręca na południowy wschód) spływa spod Przysłopu potok Średnica (Strednický potok) uchodzący do Bielskiego Potoku. Szczyt i południowe stoki Przysłopu są trawiaste, pozostałe porasta las.
Na szczyt nie prowadzi żaden znakowany szlak turystyczny, ale jego południowo-zachodnie stoki trawersuje niebieski szlak prowadzący od przystanku autobusowego na Średnicy na główny grzbiet Magury Spiskiej.
Przez szczyt Przysłopu i grzbiet łączący go z Tatrami przebiega granica TANAP-u. Wschodnia część Przysłopu i cała słowacka część Magury Spiskiej na wschód od Przysłopu włączona została w obszar tego parku.